# William Joseph Rainbow
Pour les articles homonymes, voir Rainbow.
William Joseph Rainbow est un entomologiste australien, né en 1856 dans le Yorkshire et mort le 21 novembre 1919 à Sydney.

## Biographie
Il étudie à Édimbourg et suit ses parents en Nouvelle-Zélande, son père étant officier dans la marine royale. En 1873, il commence comme journaliste et se tourne bientôt vers l’étude de l’histoire naturelle. En 1883, il part pour Sydney où il travaille comme correspondant auprès de plusieurs journaux. Il obtient un poste dans l’imprimerie du gouvernement avant de devenir l’entomologiste de l’Australian Museum. Il fait paraître 71 mémoires principalement consacrés aux araignées de son pays. Il fait paraître en 1911 un catalogue de l’aranéofaune, A Census of Australian Araneidæ. Rainbow est aussi l’auteur d’A guide to the study of Australian butterflies (T.C. Lothian, Melbourne, 1907).

## Source
- Pierre Bonnet (1945). Bibliographia araneorum, Les frères Doularoude (Toulouse).